# Bella Bestia
Bella Bestia est un groupe de hard rock et glam rock espagnol, originaire de Vallecas, à Madrid.

## Biographie
Le groupe se forme initialement sous le nom de Piel Metal en 1981 à Vallecas, Madrid. Le groupe se rebaptise deux ans plus tard, en 1983, Bella Bestia. À cette période, le groupe se compose de Tony Acebes, Jose María San Segundo (Pepe Mari), Enrique Ballesteros, Manolo Arias (Muro) et Elías,. Manolo Arias joue de la guitare depuis l'enfance et forme son premier groupe à l'âge de 13 ans. En 1984, le groupe produit et publie son premier album studio éponyme, Bella Bestia. En 1985, la formation connaît plusieurs changements : Manolo Arias et Toni partent pour former Cuevas Falls, et sont remplacés par Pepe Rubio à la guitare et Pancho Martin au chant ; Enrique Ballesteros emprunte aussi le nom de La Bestia. En mai 1986, le groupe participe à un concert avec La Polla Records et Obús, durant lequel un incident fait quelques blessés. Cette même année, le groupe publie son deuxième album studio, Lista para matar. En 1988 sort leur troisième album studio, ¡No, cariño, no!, puis se sépare.
Le groupe se reforme temporairement entre 1996 et 1998. En 2004, Pancho Martín, Pepe Mari et Lamberto se réunissent pour participer au festival Viña Rock. La même année, leurs deuxième et troisième albums studio sont réédités.
À sa 30e année d'existence, le groupe décide de se reformer en 2011. En 2013, Bella Bestia publie son nouvel album studio, Violando la ley.

## Membres

### Membres actuels
- David T Valera – chant[1]
- Pepe Mary – basse (1983-1988, 1996-1998, depuis 2011)[1]
- Miguel (Cachorro) – guitare (depuis 2011)[1]
- Mario del Amo – batterie (depuis 2013)[1]
- Ángel Funes – guitare (depuis 2013)[1]

### Anciens membres
- Bestia – batterie[1]
- Enrique Ballesteros – batterie (1983-1984)[1]
- Tony Acebes – guitare (1983-1988)[1]
- Manolo Arias – guitare (1983-1985)[1]
- Elías Alegrete – chant (1983)[1]
- Tony Cuevas – chant (1983-1985)[1]
- La Bestia – batterie (1984-1987)[1]
- Pepe Rubio – guitare (1985-1987)[1]
- Pancho Martín – chant (solo) (1985-1988, 1996-1997, 2011-2012)[1]
- El Moro – batterie (1987-1988, 1996-1997)[1]
- José Luis Saiz – guitare (1996-1998)[1]
- Antonio Alcoba – batterie (1997-1998)[1]
- Javier Kierchebén – guitare (1997-1998)[1]
- Iván Urbistondo – chant (solo) (1998)[1]
- Lolo Quintanar – batterie (2011-?)[1]
- Guille Vázquez – guitare (2011-?)[1]
- César Ortiz – chant (2013)[1]

## Discographie

### Albums studio
- 1984 : Bella Bestia
- 1986 : Lista para matar
- 1988 : ¡No, cariño, no!
- 2013 : Violando la ley

### Autres
- 1986 : Subete a mi Piel (single)
- 2004 : Lista Para Matar / No, Cariño, No (compilation)